# Eupelmus finlayi
Eupelmus finlayi är en stekelart som beskrevs av Girault 1930. Eupelmus finlayi ingår i släktet Eupelmus och familjen hoppglanssteklar. Inga underarter finns listade i Catalogue of Life.